# نبرد

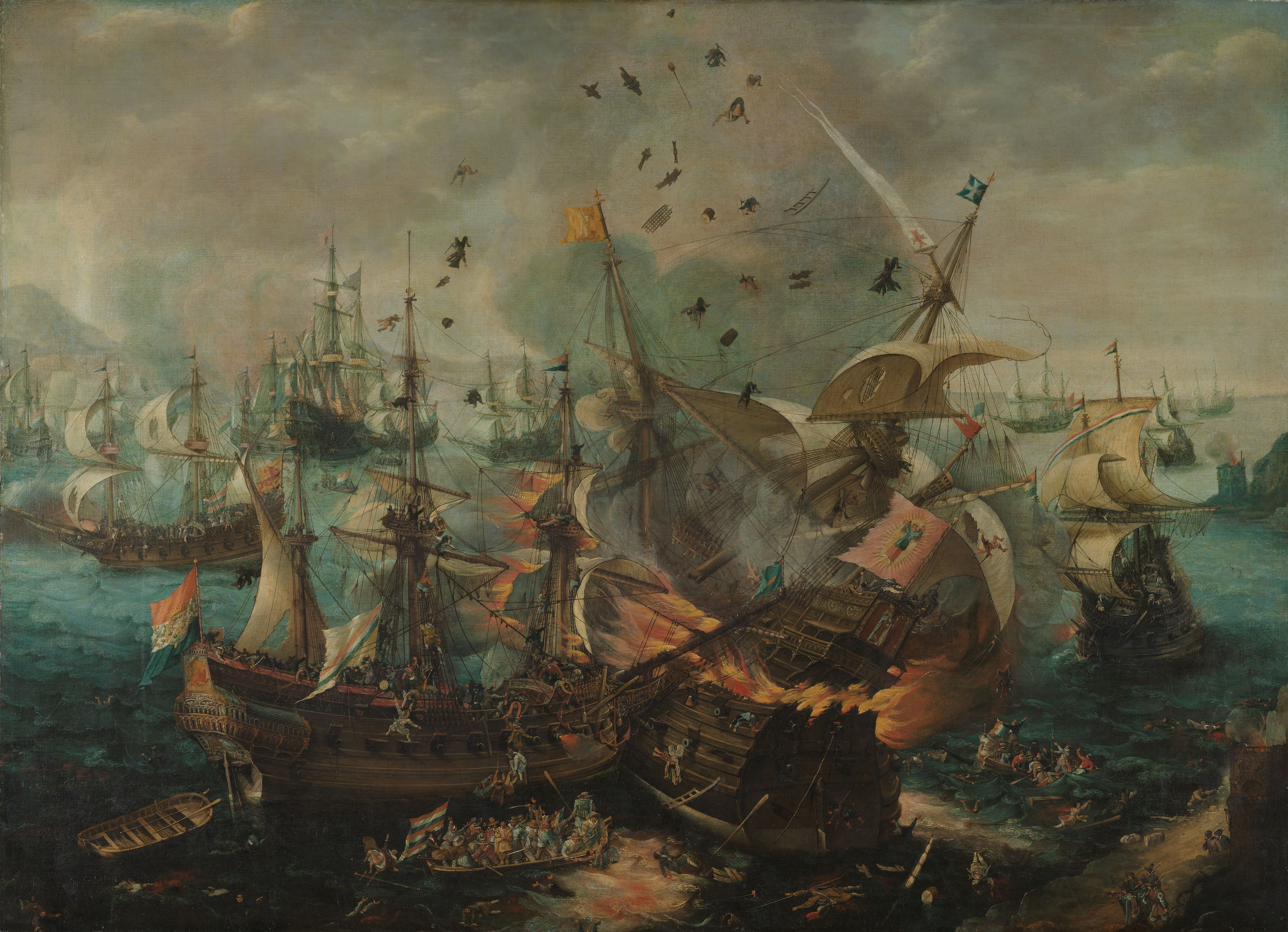
نبرد گیبرالتار اثر هنریک کورنلیس فروم

نبرد مفهومی از ستیز و درگیری بین دو یا چند گروه جنگاوران، نیروهای نظامی یا ارتش است. یک جنگ ممکن است از تعداد زیادی نبرد تشکیل بشود. معمولاً نبردها با موقعیت جغرافیایی و نسبیت مکانی، یا زمان وقوع شناخته می‌شوند، اما گاهی نیز نام‌های ویژه دارند.

## گوناگونی
نبردها ممکن است زمینی، دریایی یا هوایی باشند.

## نگارخانه

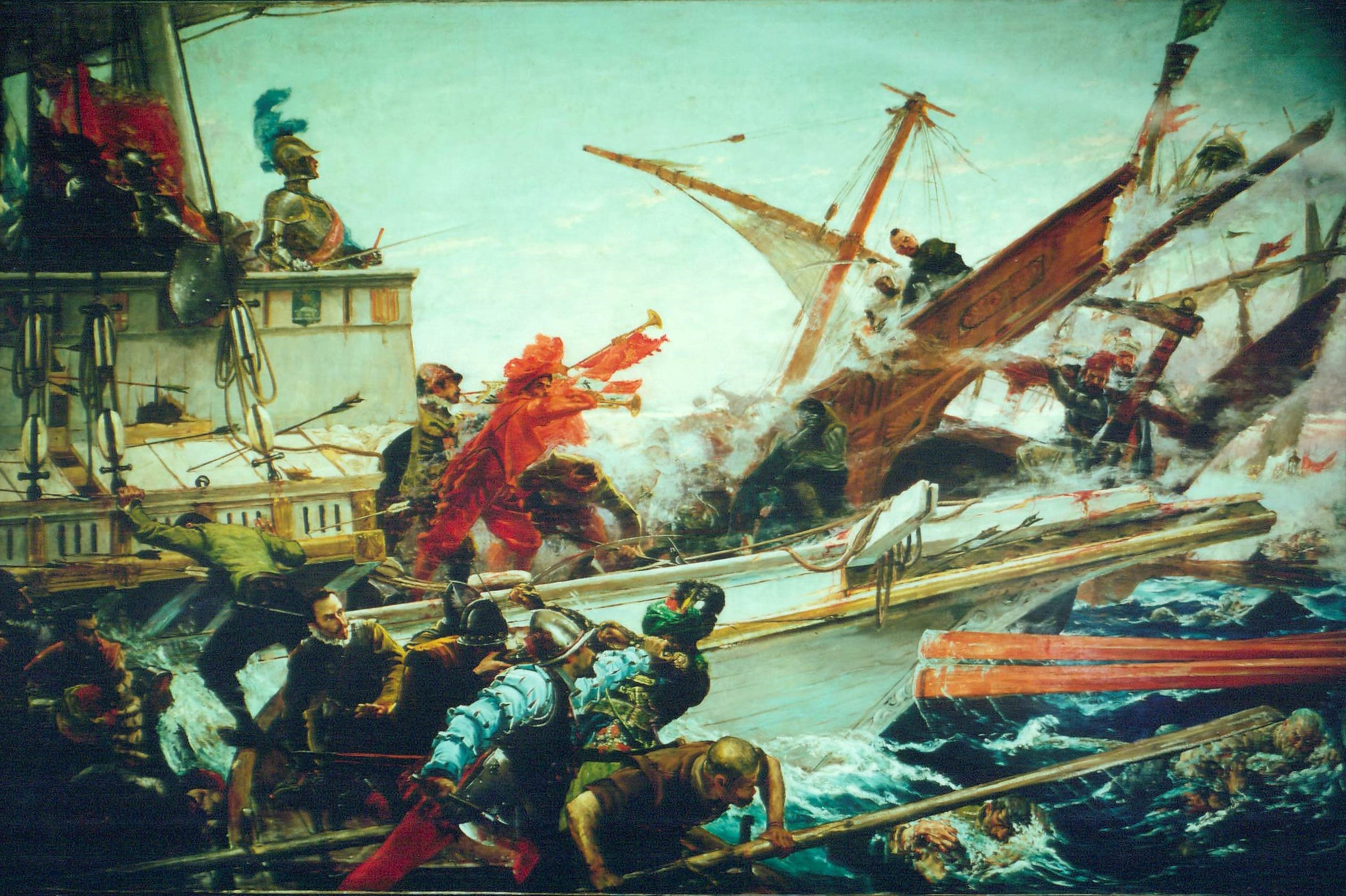
نبرد لپانتو (نقاشی لونا)